# Église de Kuhmo
L'église de Kuhmo (finnois : Kuhmon kirkko) est une église luthérienne  située à Kuhmo en Finlande,.

## Architecture
L'édifice de style néo-classique est conçu par  Jacob Rijf et construit en 1816 après sa mort.
Le clocher séparé est construit en 1831.
L'église est très endommagée par les bombardements de la guerre d'Hiver.
Elle est ensuite réparée et retrouve son aspect d'origine.
Lors de cette réparation on ajoute le retable représentant la résurrection du Christ peint en 1951 par Toivo Gideon Tuhkanen (fi).